# Star Ladder
Star Ladder ist ein Veranstalter eines E-Sport-Ligasystems, welches seinen Schwerpunkt in der Region der Gemeinschaft Unabhängiger Staaten hat. Derzeit führt Star Ladder Ligen in den E-Sport-Disziplinen Dota 2, Counter-Strike: Global Offensive, League of Legends, World of Tanks, Point Blank und Tanki Online.

## Ligasystem
Das Ligasystem von Star Ladder ist abhängig von der Disziplin in drei bzw. vier Ligen unterteilt. Die höchste Klassen ist die StarSeries. Hier treten die besten Teilnehmer der jeweiligen Disziplin zunächst online im Ligamodus gegeneinander an. Dabei wird in Counter-Strike: Global Offensive die StarSeries seit der Season 11 wiederum in Gruppen unterteilt. Ist der Ligamodus beendet, fahren die besten Teams (vier oder acht Clans) in einigen Disziplinen zu den Offline-Finals. Dort wird im K.-o.-System der Meister der Season ermittelt. Für gewöhnlich erhalten die Teilnehmer der Finals alle ein Preisgeld. Seit dem Herbst 2015 trägt Star Ladder die Turniere der StarSeries in Counter-Strike: Global Offensive, Hearthstone: Heroes of Warcraft und Dota 2 zusammen mit dem chinesischen Veranstalter i-League aus. Die Preisgelder in Counter-Strike: Global Offensive und Dota 2 erreichen inzwischen einen sechsstelligen Bereich.
In den untergeordneten Ligen (ProSeries als zweite Liga, in manchen Disziplinen die SemiSeries als dritte Liga und die AmSeries als niedrigste Liga) werden die Meister online nach teils mehrstufigen Gruppenphasen im Ligamodus ebenfalls im K.-o.-System ermittelt.

## Ergebnisse der StarSeries-Finals

### Season 1
| SLTV Star Ladder Season I | SLTV Star Ladder Season I | SLTV Star Ladder Season I | SLTV Star Ladder Season I | SLTV Star Ladder Season I | SLTV Star Ladder Season I | SLTV Star Ladder Season I | SLTV Star Ladder Season I | SLTV Star Ladder Season I |
| Disziplin                 | Gold                      | Gold                      | Silber                    | Silber                    | Bronze                    | Bronze                    | 4                         | 4                         |
| ------------------------- | ------------------------- | ------------------------- | ------------------------- | ------------------------- | ------------------------- | ------------------------- | ------------------------- | ------------------------- |
| Dota 2                    | Natus Vincere             | 6.000 $                   | Moscow Five               | 3.000 $                   | Counter Logic Gaming      | 2.500 $                   | Darer                     | 2.000 $                   |
| World of Tanks            | RED: Rush 2               | 6.000 $                   | Aces                      | 3.000 $                   | TD42-DC                   | 2.500 $                   | RED: Rush                 | 2.000 $                   |
| Point Blank               | RoX.KIS                   | 6.000 $                   | zNation                   | 3.000 $                   | Emotion Team              | 2.000 $                   | 3D!Clan                   | 1.600 $                   |
| Bloodline Champions       | Mrdandictory              | 3.500 $                   | Razer.MIF                 | 1.800 $                   | GoingBonkers              | 1.500 $                   | BLO                       | 1.200 $                   |

### Season 2
| SLTV Star Ladder Season II | SLTV Star Ladder Season II | SLTV Star Ladder Season II | SLTV Star Ladder Season II | SLTV Star Ladder Season II | SLTV Star Ladder Season II | SLTV Star Ladder Season II | SLTV Star Ladder Season II | SLTV Star Ladder Season II |
| Disziplin                  | Gold                       | Gold                       | Silber                     | Silber                     | Bronze                     | Bronze                     | 4                          | 4                          |
| -------------------------- | -------------------------- | -------------------------- | -------------------------- | -------------------------- | -------------------------- | -------------------------- | -------------------------- | -------------------------- |
| Dota 2                     | Natus Vincere              | 6.000 $                    | mousesports                | 3.000 $                    | Moscow Five                | 2.500 $                    | Darer                      | 2.000 $                    |
| World of Tanks             | RED: Rush                  | 6.000 $                    | RED: Rush Unity            | 3.000 $                    | Virtus.pro                 | 2.500 $                    | RED-Z-GRA                  | 2.000 $                    |
| Point Blank                | RoX.KIS                    | 6.000 $                    | zNation                    | 3.000 $                    | MinD                       | 2.500 $                    | JetSet                     | 2.000 $                    |

### Season 3
| SLTV Star Ladder Season III    | SLTV Star Ladder Season III | SLTV Star Ladder Season III | SLTV Star Ladder Season III | SLTV Star Ladder Season III | SLTV Star Ladder Season III | SLTV Star Ladder Season III | SLTV Star Ladder Season III | SLTV Star Ladder Season III |
| Disziplin                      | Gold                        | Gold                        | Silber                      | Silber                      | Bronze                      | Bronze                      | 4                           | 4                           |
| ------------------------------ | --------------------------- | --------------------------- | --------------------------- | --------------------------- | --------------------------- | --------------------------- | --------------------------- | --------------------------- |
| Dota 2                         | Natus Vincere               | 6.000 $                     | Team Empire                 | 3.000 $                     | The GD                      | 2.500 $                     | Pulse Team                  | 2.000 $                     |
| World of Tanks                 | RED: Rush                   | 6.000 $                     | Virtus.pro                  | 3.000 $                     | RED: Rush Unity             | 2.500 $                     | RED: Rush 3                 | 2.000 $                     |
| Point Blank                    | MinD                        | 6.000 $                     | zNation                     | 3.000 $                     | BEGRIP                      | 2.500 $                     | eXpresS                     | 2.000 $                     |
| Bloodline Champions            | MouseOne                    | 3.500 $                     | Razer.MIF                   | 1.800 $                     | GoingBonkers                | 1.500 $                     | SplitHealing                | 1.200 $                     |
| Call of Duty 4: Modern Warfare | Cyborg Factory              | 2.500 $                     | Nostrum                     | 1.250 $                     | Clan Poland                 | 700 $                       | OneDown                     | 500 $                       |

### Season 4
| SLTV Star Ladder Season IV       | SLTV Star Ladder Season IV | SLTV Star Ladder Season IV | SLTV Star Ladder Season IV | SLTV Star Ladder Season IV | SLTV Star Ladder Season IV | SLTV Star Ladder Season IV | SLTV Star Ladder Season IV | SLTV Star Ladder Season IV |
| Disziplin                        | Gold                       | Gold                       | Silber                     | Silber                     | Bronze                     | Bronze                     | 4                          | 4                          |
| -------------------------------- | -------------------------- | -------------------------- | -------------------------- | -------------------------- | -------------------------- | -------------------------- | -------------------------- | -------------------------- |
| Dota 2                           | Natus Vincere              | 8.000 $                    | Team Empire                | 4.000 $                    | fnatic                     | 2.000 $                    | Virtus.pro                 | 1.000 $                    |
| Counter-Strike: Global Offensive | ESC Gaming                 | 6.000 $                    | Virtus.pro                 | 3.000 $                    | Imaginary                  | 2.500 $                    | zNation                    | 2.000 $                    |
| World of Tanks                   | RED: Rush                  | 6.000 $                    | RED: Rush Unity            | 3.000 $                    | Virtus.pro                 | 2.500 $                    | RED-Z-GRA                  | 2.000 $                    |
| Point Blank                      | RoX.KIS                    | 6.000 $                    | zNation                    | 3.000 $                    | ZuM                        | 2.500 $                    | eXpresS                    | 2.000 $                    |

### Season 5
| SLTV Star Ladder Season V        | SLTV Star Ladder Season V | SLTV Star Ladder Season V | SLTV Star Ladder Season V | SLTV Star Ladder Season V | SLTV Star Ladder Season V | SLTV Star Ladder Season V | SLTV Star Ladder Season V | SLTV Star Ladder Season V |
| Disziplin                        | Gold                      | Gold                      | Silber                    | Silber                    | Bronze                    | Bronze                    | 4                         | 4                         |
| -------------------------------- | ------------------------- | ------------------------- | ------------------------- | ------------------------- | ------------------------- | ------------------------- | ------------------------- | ------------------------- |
| Dota 2                           | NoTideHunter              | 8.000 $                   | fnatic                    | 4.000 $                   | Virtus.pro                | 2.000 $                   | Team Empire               | 1.000 $                   |
| Counter-Strike: Global Offensive | Virtus.pro                | 6.000 $                   | Ninjas in Pyjamas         | 3.000 $                   | Natus Vincere             | 2.500 $                   | ESC Gaming                | 2.000 $                   |
| Point Blank                      | zNation                   | 6.000 $                   | NE2PY                     | 3.000 $                   | Fireland                  | 2.500 $                   | ZuM                       | 2.000 $                   |

### Season 6
| SLTV Star Ladder Season VI       | SLTV Star Ladder Season VI | SLTV Star Ladder Season VI | SLTV Star Ladder Season VI | SLTV Star Ladder Season VI | SLTV Star Ladder Season VI | SLTV Star Ladder Season VI | SLTV Star Ladder Season VI | SLTV Star Ladder Season VI |
| Disziplin                        | Gold                       | Gold                       | Silber                     | Silber                     | Bronze                     | Bronze                     | 4                          | 4                          |
| -------------------------------- | -------------------------- | -------------------------- | -------------------------- | -------------------------- | -------------------------- | -------------------------- | -------------------------- | -------------------------- |
| Dota 2                           | Alliance                   | 12.000 $                   | iCCup                      | 6.000 $                    | Virtus.pro                 | 3.000 $                    | Quantic Gaming             | 1.500 $                    |
| Counter-Strike: Global Offensive | Ninjas in Pyjamas          | 6.000 $                    | Natus Vincere              | 3.000 $                    | Virtus.pro                 | 2.500 $                    | ESC Gaming                 | 2.000 $                    |
| Point Blank                      | zNation                    | 6.000 $                    | M1nD                       | 3.000 $                    | MaD                        | 2.500 $                    | Pr1me                      | 2.000 $                    |
| Shadow Company                   | zNation                    | 6.000 $                    | The RED                    | 3.000 $                    | GT-Multi                   | 2.500 $                    | eQuinOx                    | 2.000 $                    |

### Season 7
| SLTV Star Ladder Season VII      | SLTV Star Ladder Season VII | SLTV Star Ladder Season VII | SLTV Star Ladder Season VII | SLTV Star Ladder Season VII | SLTV Star Ladder Season VII | SLTV Star Ladder Season VII | SLTV Star Ladder Season VII | SLTV Star Ladder Season VII |
| Disziplin                        | Gold                        | Gold                        | Silber                      | Silber                      | Bronze                      | Bronze                      | 4                           | 4                           |
| -------------------------------- | --------------------------- | --------------------------- | --------------------------- | --------------------------- | --------------------------- | --------------------------- | --------------------------- | --------------------------- |
| Dota 2                           | Natus Vincere               | 12.000 $                    | Alliance                    | 6.000 $                     | Team Empire                 | 3.000 $                     | RoX.KIS                     | 1.500 $                     |
| Counter-Strike: Global Offensive | Team VeryGames              | 7.500 $                     | Astana Dragons              | 4.000 $                     | Ninjas in Pyjamas           | 2.000 $                     | fnatic                      | 1.500 $                     |
| Point Blank                      | AoeXe                       | 8.000 $                     | Unique                      | 4.000 $                     | Astana Dragons              | 2.500 $                     | USSR                        | 2.000 $                     |

### Season 8
| SLTV Star Ladder Season VIII     | SLTV Star Ladder Season VIII | SLTV Star Ladder Season VIII | SLTV Star Ladder Season VIII | SLTV Star Ladder Season VIII | SLTV Star Ladder Season VIII | SLTV Star Ladder Season VIII | SLTV Star Ladder Season VIII | SLTV Star Ladder Season VIII |
| Disziplin                        | Gold                         | Gold                         | Silber                       | Silber                       | Bronze                       | Bronze                       | 4                            | 4                            |
| -------------------------------- | ---------------------------- | ---------------------------- | ---------------------------- | ---------------------------- | ---------------------------- | ---------------------------- | ---------------------------- | ---------------------------- |
| Dota 2                           | Natus Vincere                | 61.700 $                     | Alliance                     | 30.800 $                     | Sigma.int                    | 18.500 $                     | fnatic                       | 12.300 $                     |
| Counter-Strike: Global Offensive | AGAiN                        | 7.500 $                      | Natus Vincere                | 4.000 $                      | GamePub                      | 2.000 $                      | Astana Dragons               | 1.500 $                      |
| Point Blank                      | Astana Dragons               | 8.000 $                      | AoeXe                        | 4.000 $                      | Unique                       | 2.500 $                      | BSE                          | 2.000 $                      |

### Season 9
| SLTV Star Ladder Season IX       | SLTV Star Ladder Season IX | SLTV Star Ladder Season IX | SLTV Star Ladder Season IX | SLTV Star Ladder Season IX | SLTV Star Ladder Season IX | SLTV Star Ladder Season IX | SLTV Star Ladder Season IX | SLTV Star Ladder Season IX |
| Disziplin                        | Gold                       | Gold                       | Silber                     | Silber                     | Bronze                     | Bronze                     | 4                          | 4                          |
| -------------------------------- | -------------------------- | -------------------------- | -------------------------- | -------------------------- | -------------------------- | -------------------------- | -------------------------- | -------------------------- |
| Dota 2                           | Team DK                    | 85.280 $                   | Team Empire                | 37.902 $                   | Evil Geniuses              | 26.531 $                   | Invictus Gaming            | 15.160 $                   |
| Counter-Strike: Global Offensive | Natus Vincere              | 14.000 $                   | Ninjas in Pyjamas          | 7.000 $                    | Titan eSports              | 5.000 $                    | Virtus.pro                 | 4.000 $                    |
| League of Legends                | Carpe Diem                 | 15.000 $                   | Team Dragon                | 7.500 $                    | Revival Dragons            | 5.000 $                    | Good Team Multigaming      | 2.500 $                    |
| Point Blank                      | GRT                        | 9.000 $                    | NOD                        | 4.500 $                    | AoeXe                      | 2.500 $                    | Dark Passage               | 2.000 $                    |

### Season 10
| SLTV Star Ladder Season X        | SLTV Star Ladder Season X | SLTV Star Ladder Season X | SLTV Star Ladder Season X | SLTV Star Ladder Season X | SLTV Star Ladder Season X | SLTV Star Ladder Season X | SLTV Star Ladder Season X | SLTV Star Ladder Season X |
| Disziplin                        | Gold                      | Gold                      | Silber                    | Silber                    | Bronze                    | Bronze                    | 4                         | 4                         |
| -------------------------------- | ------------------------- | ------------------------- | ------------------------- | ------------------------- | ------------------------- | ------------------------- | ------------------------- | ------------------------- |
| Dota 2                           | Evil Geniuses             | 106.022 $                 | Team Secret               | 47.121 $                  | Cloud 9                   | 32.985 $                  | Alliance                  | 18.848 $                  |
| Counter-Strike: Global Offensive | fnatic                    | 14.000 $                  | Natus Vincere             | 7.000 $                   | HellRaisers               | 5.000 $                   | myXMG                     | 4.000 $                   |
| League of Legends                | Hard Random               | 15.000 $                  | Virtus.pro                | 7.500 $                   | RoX                       | 5.000 $                   | Internationally V         | 2.500 $                   |
| Point Blank                      | AoeXe                     | 10.000 $                  | GGWP                      | 5.000 $                   | 5Fierce                   | 3.000 $                   | Yard-Team                 | 2.000 $                   |

### Season 11
| SLTV Star Ladder Season XI       | SLTV Star Ladder Season XI | SLTV Star Ladder Season XI | SLTV Star Ladder Season XI | SLTV Star Ladder Season XI | SLTV Star Ladder Season XI | SLTV Star Ladder Season XI | SLTV Star Ladder Season XI | SLTV Star Ladder Season XI |
| Disziplin                        | Gold                       | Gold                       | Silber                     | Silber                     | Bronze                     | Bronze                     | 4                          | 4                          |
| -------------------------------- | -------------------------- | -------------------------- | -------------------------- | -------------------------- | -------------------------- | -------------------------- | -------------------------- | -------------------------- |
| Dota 2                           | Team Empire                | 38.802 $                   | VP Polar                   | 17.245 $                   | Ninjas in Pyjamas          | 12.072 $                   | MVP Phoenix                | 6.898 $                    |
| Counter-Strike: Global Offensive | Team LDLC                  | 15.000 $                   | Natus Vincere              | 9.000 $                    | Titan eSports              | 6.000 $                    | Epsilon eSports            | 5.000 $                    |
| League of Legends                | Dolphins of Wall Street    | 15.000 $                   | Hard Random                | 7.500 $                    | RoX                        | 5.000 $                    | Moscow Five                | 2.500 $                    |
| Point Blank                      | Moscow Five                | 10.000 $                   | Reunion                    | 5.000 $                    | Respect                    | 3.000 $                    | Amazing Pandas             | 2.000 $                    |

### Season 12
| SLTV Star Ladder Season XII      | SLTV Star Ladder Season XII | SLTV Star Ladder Season XII | SLTV Star Ladder Season XII | SLTV Star Ladder Season XII | SLTV Star Ladder Season XII | SLTV Star Ladder Season XII | SLTV Star Ladder Season XII | SLTV Star Ladder Season XII |
| Disziplin                        | Gold                        | Gold                        | Silber                      | Silber                      | Bronze                      | Bronze                      | 4                           | 4                           |
| -------------------------------- | --------------------------- | --------------------------- | --------------------------- | --------------------------- | --------------------------- | --------------------------- | --------------------------- | --------------------------- |
| Dota 2                           | Vici Gaming                 | 67.500 $                    | Invictus Gaming             | 30.000 $                    | Cloud 9                     | 21.000 $                    | Team Tinker                 | 12.000 $                    |
| Counter-Strike: Global Offensive | Team EnVyUs                 | 18.000 $                    | Ninjas in Pyjamas           | 9.000 $                     | Team SoloMid                | 5.000 $                     | Titan eSports               | 3.000 $                     |
| League of Legends                | RoX                         | 15.000 $                    | Moscow Five                 | 7.500 $                     | Team Just                   | 5.000 $                     | Virtus.pro                  | 2.500 $                     |
| Point Blank                      | Moscow Five                 | 350.000 р.                  | GGWP                        | 200.000 р.                  | Yard Team                   | 150.000 р.                  | Embargo                     | 100.000 р.                  |

### Season 13
| SLTV Star Ladder Season XII      | SLTV Star Ladder Season XII | SLTV Star Ladder Season XII | SLTV Star Ladder Season XII | SLTV Star Ladder Season XII | SLTV Star Ladder Season XII | SLTV Star Ladder Season XII | SLTV Star Ladder Season XII | SLTV Star Ladder Season XII |
| Disziplin                        | Gold                        | Gold                        | Silber                      | Silber                      | Bronze                      | Bronze                      | Bronze                      | Bronze                      |
| -------------------------------- | --------------------------- | --------------------------- | --------------------------- | --------------------------- | --------------------------- | --------------------------- | --------------------------- | --------------------------- |
| Counter-Strike: Global Offensive | Natus Vincere               | 22.000 $                    | Team EnVyUs                 | 12.000 $                    | FlipSid3 Tactics            | 5.500 $                     | GPlay                       | 5.500 $                     |
| Disziplin                        | Gold                        | Gold                        | Silber                      | Silber                      | Bronze                      | Bronze                      | 4                           | 4                           |
| Point Blank                      | Moscow Five                 | 350.000 р.                  | GGWP                        | 200.000 р.                  | Pries                       | 150.000 р.                  | MaD                         | 100.000 р.                  |

### LoL SLTV Splits 2015
| SLTV Star Ladder Spring 15 | SLTV Star Ladder Spring 15 | SLTV Star Ladder Spring 15 | SLTV Star Ladder Spring 15 | SLTV Star Ladder Spring 15 | SLTV Star Ladder Spring 15 | SLTV Star Ladder Spring 15 | SLTV Star Ladder Spring 15 | SLTV Star Ladder Spring 15 |
| Disziplin                  | Gold                       | Gold                       | Silber                     | Silber                     | Bronze                     | Bronze                     | 4                          | 4                          |
| -------------------------- | -------------------------- | -------------------------- | -------------------------- | -------------------------- | -------------------------- | -------------------------- | -------------------------- | -------------------------- |
| League of Legends          | Hard Random                | 1.000.000 р.               | Moscow Five                | 750.000 р.                 | Virtus.pro                 | 500.000 р.                 | Glacial Phoenix            | 300.000 р.                 |
| SLTV Star Ladder Summer 15 |                            |                            |                            |                            |                            |                            |                            |                            |
| Disziplin                  | Gold                       | Gold                       | Silber                     | Silber                     | Bronze                     | Bronze                     | 4                          | 4                          |
| League of Legends          | Hard Random                | 1.000.000 р.               | Dolphins of Wall Street    | 750.000 р.                 | RoX                        | 500.000 р.                 | Carpe Diem                 | 300.000 р.                 |

### Hearthstone Season 1
| StarLadder StarSeries - Hearthstone Season 1 | StarLadder StarSeries - Hearthstone Season 1 | StarLadder StarSeries - Hearthstone Season 1 | StarLadder StarSeries - Hearthstone Season 1 | StarLadder StarSeries - Hearthstone Season 1 | StarLadder StarSeries - Hearthstone Season 1 | StarLadder StarSeries - Hearthstone Season 1 | StarLadder StarSeries - Hearthstone Season 1 | StarLadder StarSeries - Hearthstone Season 1 |
| Disziplin                                    | Gold                                         | Gold                                         | Silber                                       | Silber                                       | Bronze                                       | Bronze                                       | 4                                            | 4                                            |
| -------------------------------------------- | -------------------------------------------- | -------------------------------------------- | -------------------------------------------- | -------------------------------------------- | -------------------------------------------- | -------------------------------------------- | -------------------------------------------- | -------------------------------------------- |
| Hearthstone: Heroes of Warcraft              | StanCifka (LG)                               | 6.000 $                                      | ThijsNL (G2)                                 | 3.500 $                                      | Orange (Archon)                              | 2.500 $                                      | Kolento (C9)                                 | 1.500 $                                      |

### Season 14
| SLTV Star Ladder Season XIV | SLTV Star Ladder Season XIV | SLTV Star Ladder Season XIV | SLTV Star Ladder Season XIV | SLTV Star Ladder Season XIV | SLTV Star Ladder Season XIV | SLTV Star Ladder Season XIV | SLTV Star Ladder Season XIV | SLTV Star Ladder Season XIV |
| Disziplin                   | Gold                        | Gold                        | Silber                      | Silber                      | Bronze                      | Bronze                      | 4                           | 4                           |
| --------------------------- | --------------------------- | --------------------------- | --------------------------- | --------------------------- | --------------------------- | --------------------------- | --------------------------- | --------------------------- |
| Point Blank                 | Revival                     | 350.000 р.                  | Literate                    | 200.000 р.                  | MaD                         | 150.000 р.                  | Pries                       | 100.000 р.                  |

### StarLadder i-League StarSeries
| Star Ladder Star Series Season 13 & i-League Season 4 | Star Ladder Star Series Season 13 & i-League Season 4 | Star Ladder Star Series Season 13 & i-League Season 4 | Star Ladder Star Series Season 13 & i-League Season 4 | Star Ladder Star Series Season 13 & i-League Season 4 | Star Ladder Star Series Season 13 & i-League Season 4 | Star Ladder Star Series Season 13 & i-League Season 4 | Star Ladder Star Series Season 13 & i-League Season 4 | Star Ladder Star Series Season 13 & i-League Season 4 |
| Disziplin                                             | Gold                                                  | Gold                                                  | Silber                                                | Silber                                                | Bronze                                                | Bronze                                                | Bronze                                                | Bronze                                                |
| ----------------------------------------------------- | ----------------------------------------------------- | ----------------------------------------------------- | ----------------------------------------------------- | ----------------------------------------------------- | ----------------------------------------------------- | ----------------------------------------------------- | ----------------------------------------------------- | ----------------------------------------------------- |
| Dota 2                                                | Alliance                                              | 120.000 $                                             | Evil Geniuses                                         | 60.000 $                                              | LGD Gaming                                            | 30.000 $                                              | Team Liquid                                           | 30.000 $                                              |
| StarLadder i-League StarSeries Season XIV             |                                                       |                                                       |                                                       |                                                       |                                                       |                                                       |                                                       |                                                       |
| Disziplin                                             | Gold                                                  | Gold                                                  | Silber                                                | Silber                                                | Bronze                                                | Bronze                                                | Bronze                                                | Bronze                                                |
| Counter-Strike: Global Offensive                      | fnatic                                                | 90.000 $                                              | Natus Vincere                                         | 40.000 $                                              | Luminosity Gaming                                     | 20.000 $                                              | Team EnVyUs                                           | 20.000 $                                              |
| StarLadder i-League StarSeries                        |                                                       |                                                       |                                                       |                                                       |                                                       |                                                       |                                                       |                                                       |
| Disziplin                                             | Gold                                                  | Gold                                                  | Silber                                                | Silber                                                | Bronze                                                | Bronze                                                | Bronze                                                | Bronze                                                |
| Hearthstone: Heroes of Warcraft                       | Robin (YM)                                            | 20.000 $                                              | Cipher (F2K)                                          | 12.000 $                                              | Kolento (C9)                                          | 5.000 $                                               | Dog (Liquid)                                          | 5.000 $                                               |
| StarLadder i-League StarSeries Season 2               |                                                       |                                                       |                                                       |                                                       |                                                       |                                                       |                                                       |                                                       |
| Disziplin                                             | Gold                                                  | Gold                                                  | Silber                                                | Silber                                                | Bronze                                                | Bronze                                                | Bronze                                                | Bronze                                                |
| Hearthstone: Heroes of Warcraft                       | Xixo (Na'Vi)                                          | 20.000 $                                              | XieShuai                                              | 12.000 $                                              | DrHippi (VP)                                          | 5.000 $                                               | Naiman (VP)                                           | 5.000 $                                               |
| Counter-Strike: Global Offensive                      | Ninjas in Pyjamas                                     | 130.000 $                                             | G2 Esports                                            | 50.000 $                                              | Cloud 9                                               | 25.000 $                                              | Team Dignitas                                         | 25.000 $                                              |
| Disziplin                                             | Gold                                                  | Gold                                                  | Silber                                                | Silber                                                | Bronze                                                | Bronze                                                | 4                                                     | 4                                                     |
| Dota 2                                                | Natus Vincere                                         | 135.000 $                                             | Team Secret                                           | 60.000 $                                              | Fnatic                                                | 37.500 $                                              | F.R.I.E.N.D.S.                                        | 22.500 $                                              |
| StarLadder i-League StarSeries Season 3               |                                                       |                                                       |                                                       |                                                       |                                                       |                                                       |                                                       |                                                       |
| Disziplin                                             | Gold                                                  | Gold                                                  | Silber                                                | Silber                                                | Bronze                                                | Bronze                                                | Bronze                                                | Bronze                                                |
| Dota 2                                                | Team Liquid                                           | 135.000 $                                             | Team VGJ                                              | 60.000 $                                              | OG                                                    | 30.000 $                                              | TNC Pro Team                                          | 30.000 $                                              |
| Counter-Strike: Global Offensive                      | FaZe Clan                                             | 125.000 $                                             | Astralis                                              | 50.000 $                                              | HellRaisers                                           | 25.000 $                                              | Natus Vincere                                         | 25.000 $                                              |

### StarLadder i-League Invitational
| StarLadder i-League Invitational               | StarLadder i-League Invitational | StarLadder i-League Invitational | StarLadder i-League Invitational | StarLadder i-League Invitational | StarLadder i-League Invitational | StarLadder i-League Invitational | StarLadder i-League Invitational | StarLadder i-League Invitational |
| Disziplin                                      | Gold                             | Gold                             | Silber                           | Silber                           | Bronze                           | Bronze                           | 4                                | 4                                |
| ---------------------------------------------- | -------------------------------- | -------------------------------- | -------------------------------- | -------------------------------- | -------------------------------- | -------------------------------- | -------------------------------- | -------------------------------- |
| Dota 2                                         | Vici Gaming Reborn               | 45.000 $                         | Natus Vincere                    | 20.000 $                         | LGD Gaming                       | 12.000 $                         | OG                               | 7.500 $                          |
| Counter-Strike: Global Offensive               | Virtus.pro                       | 50.000 $                         | Natus Vincere                    | 20.000 $                         | Dobry&Gaming                     | 12.000 $                         | GODSENT                          | 8.000 $                          |
| StarLadder i-League Invitational #2            |                                  |                                  |                                  |                                  |                                  |                                  |                                  |                                  |
| Disziplin                                      | Gold                             | Gold                             | Silber                           | Silber                           | Bronze                           | Bronze                           | Bronze                           | Bronze                           |
| Dota 2                                         | Team Liquid                      | 45.000 $                         | TnC Pro Team                     | 20.000 $                         | Invictus Gaming                  | 10.000 $                         | Newbee                           | 10.000 $                         |
| StarLadder i-League Invitational #3            |                                  |                                  |                                  |                                  |                                  |                                  |                                  |                                  |
| Disziplin                                      | Gold                             | Gold                             | Silber                           | Silber                           | Bronze                           | Bronze                           | Bronze                           | Bronze                           |
| Dota 2                                         | Team Liquid                      | 135.000 $                        | Mineski                          | 60.000 $                         | compLexity                       | 10.000 $                         | Team Secret                      | 10.000 $                         |
| StarLadder i-League Invitational Shanghai 2017 |                                  |                                  |                                  |                                  |                                  |                                  |                                  |                                  |
| Disziplin                                      | Gold                             | Gold                             | Silber                           | Silber                           | Bronze                           | Bronze                           | 4                                | 4                                |
| Counter-Strike: Global Offensive               | Renegades                        | 75.000 $                         | Virtus.pro                       | 35.000 $                         | HellRaisers                      | 10.000 $                         | Heroic                           | 10.000 $                         |
| StarLadder i-League Invitational #4            |                                  |                                  |                                  |                                  |                                  |                                  |                                  |                                  |
| Disziplin                                      | Gold                             | Gold                             | Silber                           | Silber                           | Bronze                           | Bronze                           | 4                                | 4                                |
| Counter-Strike: Global Offensive               | mousesports                      | 130.000 $                        | Natus Vincere                    | 50.000 $                         | Team Liquid                      | 30.000 $                         | FaZe Clan                        | 15.000 $                         |
| Disziplin                                      | Gold                             | Gold                             | Silber                           | Silber                           | Bronze                           | Bronze                           | Bronze                           | Bronze                           |
| Dota 2                                         | Team Liquid                      | 135.000 $                        | LGD Gaming                       | 60.000 $                         | Mineski                          | 10.000 $                         | Newbee                           | 10.000 $                         |